# Löwenstein-Wertheim

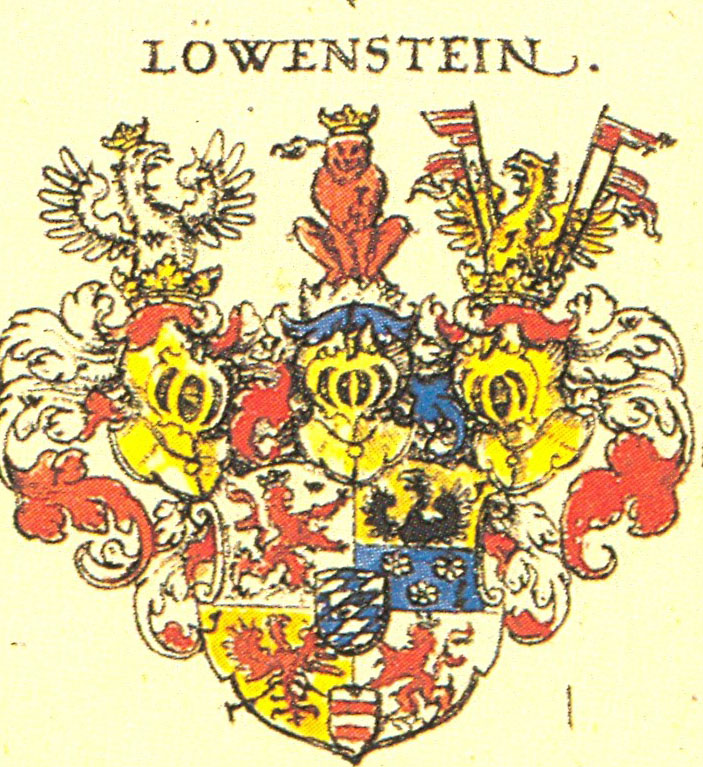
Herb Löwenstein z herbarza J. Siebmachera, z 1605

Löwenstein-Wertheim – niemiecki ród szlachecki, boczna linia dynastii Wittelsbachów. Od 1494 r. hrabiowie cesarstwa, a od 1711 r. (linia Rochefort) i 1812 r. (linia Freudenberg) książęta.

## Historia
Założycielem rodu był hrabia (od 1494 r.) Ludwik (zm. 1524 r.), syn elektora Palatynatu Fryderyka Zwycięskiego i jego morganatycznej małżonki Klary Dett. W 1476 r. odziedziczył dobra Löwenstein, od których pochodzi nazwisko rodziny.
Potomkowie Ludwika podzielili się na kilka linii. W 1711 r. hrabiowie von Löwenstein-Wertheim-Rochefort otrzymali tytuł książąt. Linia hrabiów zu Löwenstein-Wertheim-Freudenberg tytuł książęcy otrzymała w 1812 r.